# Rezerwat przyrody Kwiecewo
Rezerwat przyrody Kwiecewo – faunistyczny rezerwat przyrody położony na terenie gminy Świątki w powiecie olsztyńskim (województwo warmińsko-mazurskie).

## Powołanie
28 kwietnia 2008 utworzono użytek ekologiczny „Kwiecewo” o obszarze 120 ha. 19 listopada 2009 został utworzony rezerwat na podstawie Zarządzenia Nr 37 Regionalnego Dyrektora Ochrony Środowiska w Olsztynie z dnia 29 października 2009 r. w sprawie ustanowienia rezerwatu przyrody „Kwiecewo” (Dz. Urz. Woj. Warm.-Maz. z 2009 r. Nr 166, poz. 2324). W 2010 wokół rezerwatu ustanowiono otulinę o powierzchni 271,0 ha (Dz. Urz. Woj. Warm.-Maz. 2010.77.1242).

## Położenie
Rezerwat obejmuje 110,0 ha powierzchni na terenie obrębu ewidencyjnego Kwiecewo (działki ewidencyjne nr: 214/1, 214/2, 215, 216, 216/1, 217, 490/3, 529 oraz części działek: 219/10, 450, 490/4, 530/1 i 561/40). Obejmuje płytki polder (dawniej używany jako łąka i teren do wypasu bydła), fragment lasu, pola uprawne i okresowo zalewane szuwary. Okoliczni mieszkańcy apelowali o osuszanie tego terenu, w związku z czym Polskie Towarzystwo Ochrony Ptaków w 2008 rozpoczęło akcję wykupu gruntów od osób prywatnych w północnej części rezerwatu. Do lipca 2011 PTOP odkupiło część działek i udziały w jednej z nich. Na przełomie 2012 i 2013 roku wybudowano sztuczną wyspę, mającą być schronieniem dla rybitw.

## Charakterystyka
Celem ochrony jest „zachowanie rozlewiska stanowiącego ostoję lęgową oraz miejsce występowania licznych gatunków ptaków wodno-błotnych”. Rezerwat obejmuje tereny wodno-leśne, przyciągające do żerowania, lęgowania i noclegowania różne gatunki ptaków.
Lęgi odbywają tu m.in. bielik (Haliaeetus albicilla), orlik krzykliwy (Aquila pomarina), kropiatka (Porzana porzana), bocian czarny (Ciconia nigra), zausznik (Podiceps nigricollis), perkoz rdzawoszyi (Podiceps grisegena), perkozek (Tachybaptus ruficollis), żuraw zwyczajny (Grus grus) czy mewa śmieszka (Larus ridibundus), a także m.in. bąk, bączek zwyczajny, błotniak stawowy, błotniak łąkowy, zielonka, derkacz i gąsiorek oraz co najmniej 33 gatunki wróblowatych.
Do gatunków żerujących należą najliczniejsze rybitwa czarna (Chlidonias niger, 140 par do 300 osobników w okresie przelotu) i rybitwa białowąsa (Chlidonias hybridus, 52 pary do 100 osobników w okresie przelotu), a także 4 gatunki perkozów, 6 gatunków kaczek – świstun (Anas penelope), cyraneczka (Anas crecca), krzyżówka (Anas platyrhynchos), czernica (Anas fuligula) czy gągoł (Bucephala clangula) – i 16 innych gatunków typowych dla środowiska wodno-błotnego – m.in. rybołów (Pandion haliaetus) i kania ruda (Milvus milvus).
Do innych obecnych gatunków zwierząt zaliczają się: płazy kumak nizinny (Bombina bombina) i rzekotka drzewna (Hyla arborea) oraz nietoperze borowiec wielki (Nyctalus noctula) i prawdopodobnie nocek łydkowłosy (Myotis dasycneme).
Wśród flory szuwarów znajdują się trzcina pospolita (Phragmites australis), pałka wąskolistna (Typha angustifolia) i osoka aloesowata (Stratiotes aloides).